# لایحه دفاعیه
لایحه به نوشتارهایی گفته می‌شود که از سوی اصحاب دعوا - چه دعاوی حقوقی چه دعاوی کیفری - به مقام قضایی تقدیم می شود. البته، در عرف رایج، چنانچه این نوشتار توسط وکیل نوشته باشد عنوان لایحه به آن صدق می‌کند.
واژه لایحه دفاعیه فصل تمییز لایحه حقوقی و لایحه تسلیمی دولت به مجلس است. زیرا، اصولاً وکیل در مقام دفاع از موکل خود آن لایحه را نگاشته است. لایحه عصاره مواد قانونی بر گرفته از مستندات قانونی ، تجربی و نظری وکیل در قالب لغات و اصطلاحات حقوقی و در مقام دفاع از موکل است. او تمام داشته‌های خود را در این چند سطر بیان می‌کند تا سبب اقناع وجدان دادگاه را در پی داشته باشد.
لایحه دفاعیه تکمیل‌کننده عرض‌حال یا دادخواست است. لوایح فارغ از تکمیل و تفسیر دادخواست یا شکوائیه گاهی بیانگر درخواست از مرجع قضایی است. گاهی عدم تخصص در تنظیم لوایح و استفاده از واژگان تخصصی سبب می‌شود که نتیجه پرونده در عین حقانیت نتیجه عکس دهد.

## انواع
لوایح انواع و اقسام دارد:
از جمله، لوایح حقوقی و کیفری و ... . لایحه دفاعیه می‌تواند در مقام دفاع باشد یا در مقام درخواست ارجاع به کارشناسی ، تجدید نظر خواهی ، دیوان عالی کشور ، تغییر آدرس و هر نوع درخواستی به دادگاه ارائه می شود . 